# کانن ئی‌اواس-۱ان
کانن ئی‌اواس-۱ان (به انگلیسی: Canon EOS-1N) یک دوربین عکاسی تک‌لنزی بازتابی ساخت شرکت کانن است.